# Chiesa (architettura)

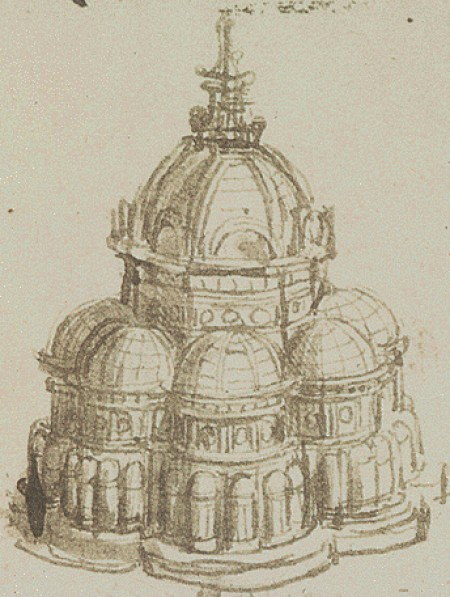
Schizzo di chiesa a pianta centrale (con cappelle per gemmazione), di Leonardo da Vinci

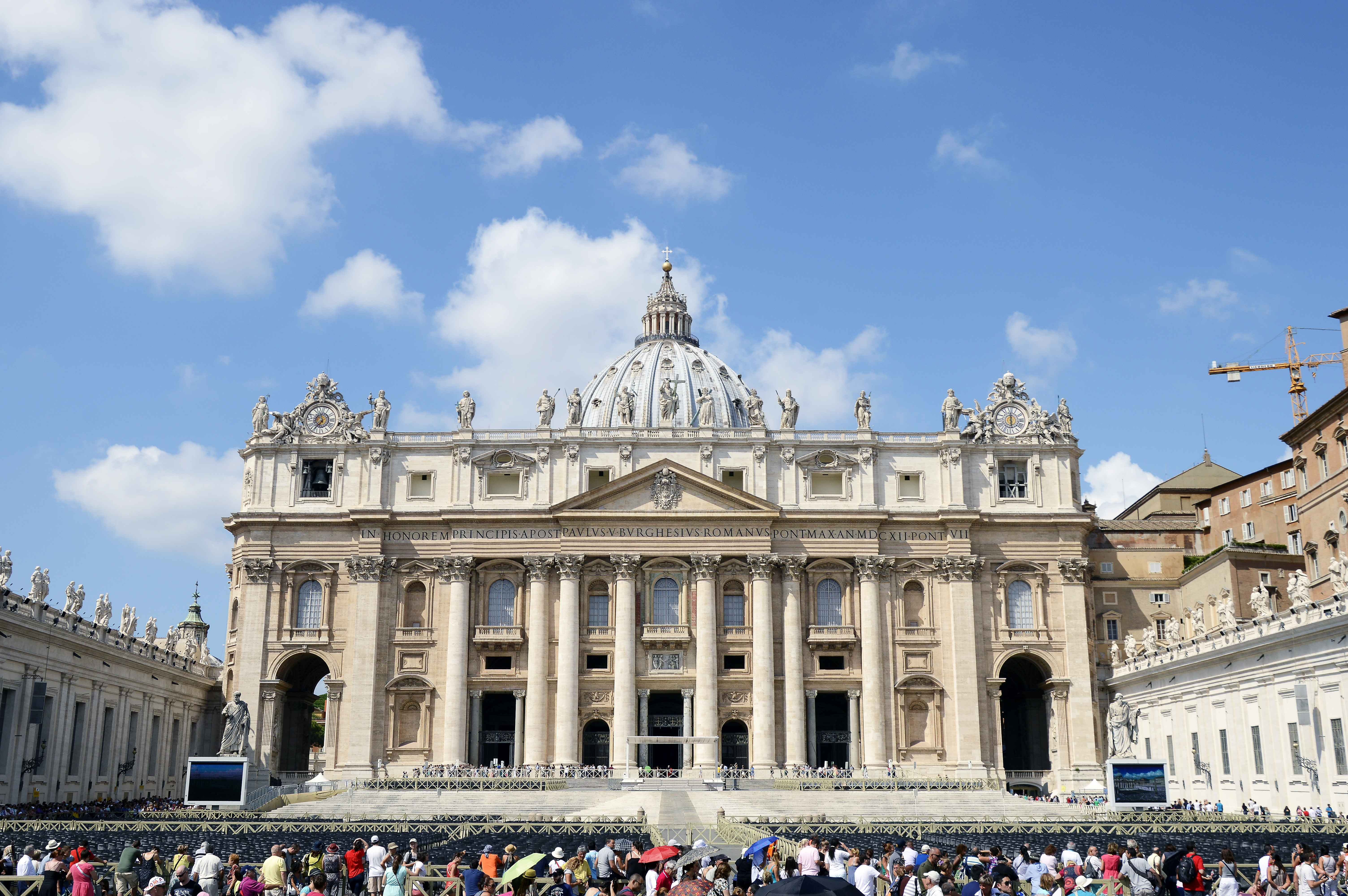
La basilica di San Pietro a Roma

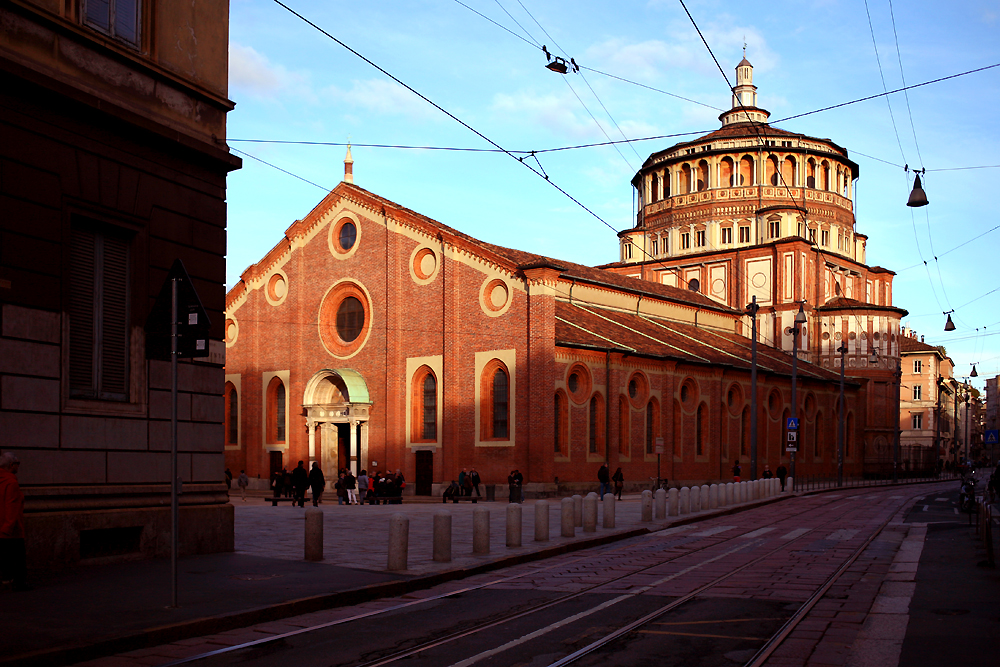
Santa Maria delle Grazie a Milano

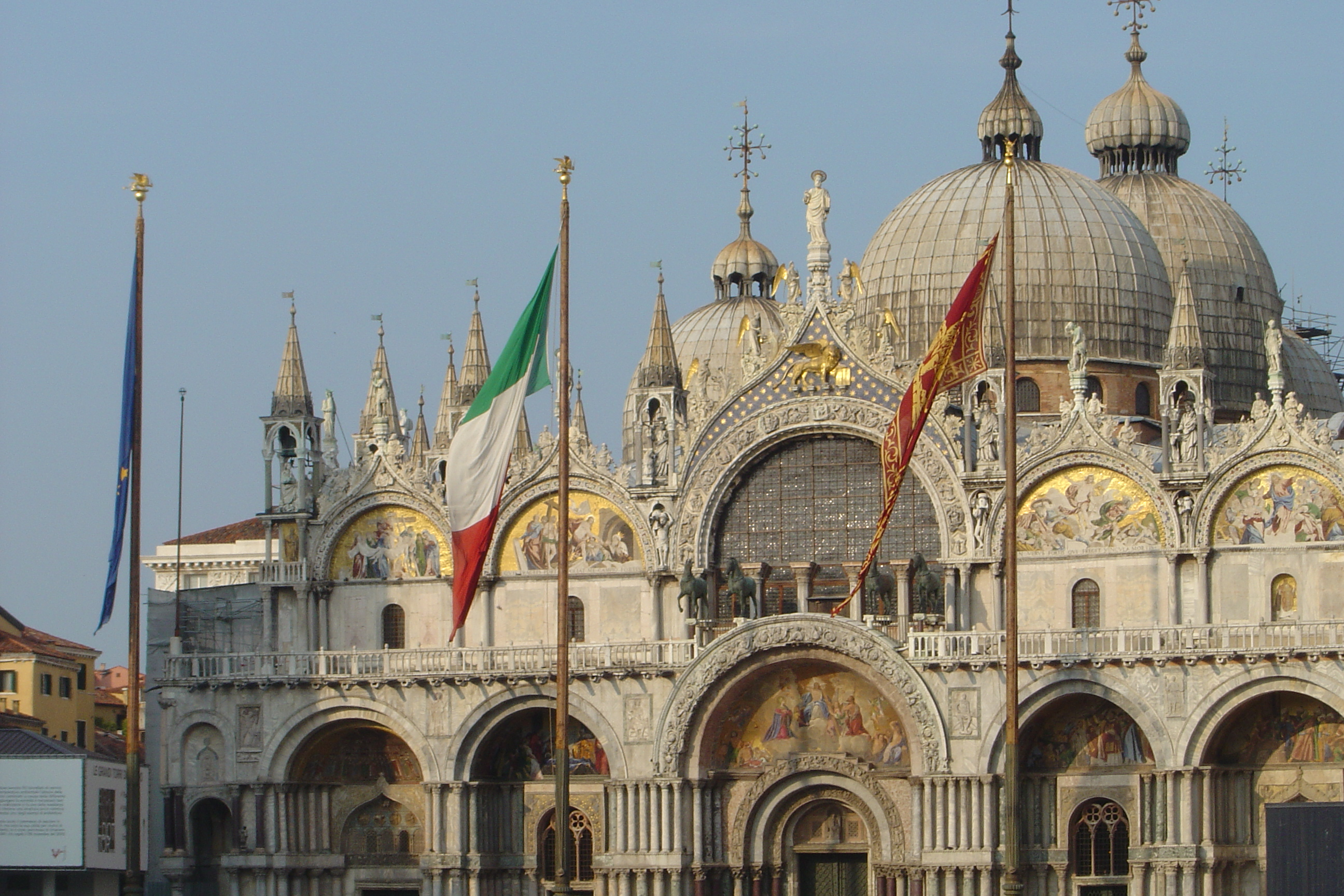
La basilica di San Marco a Venezia

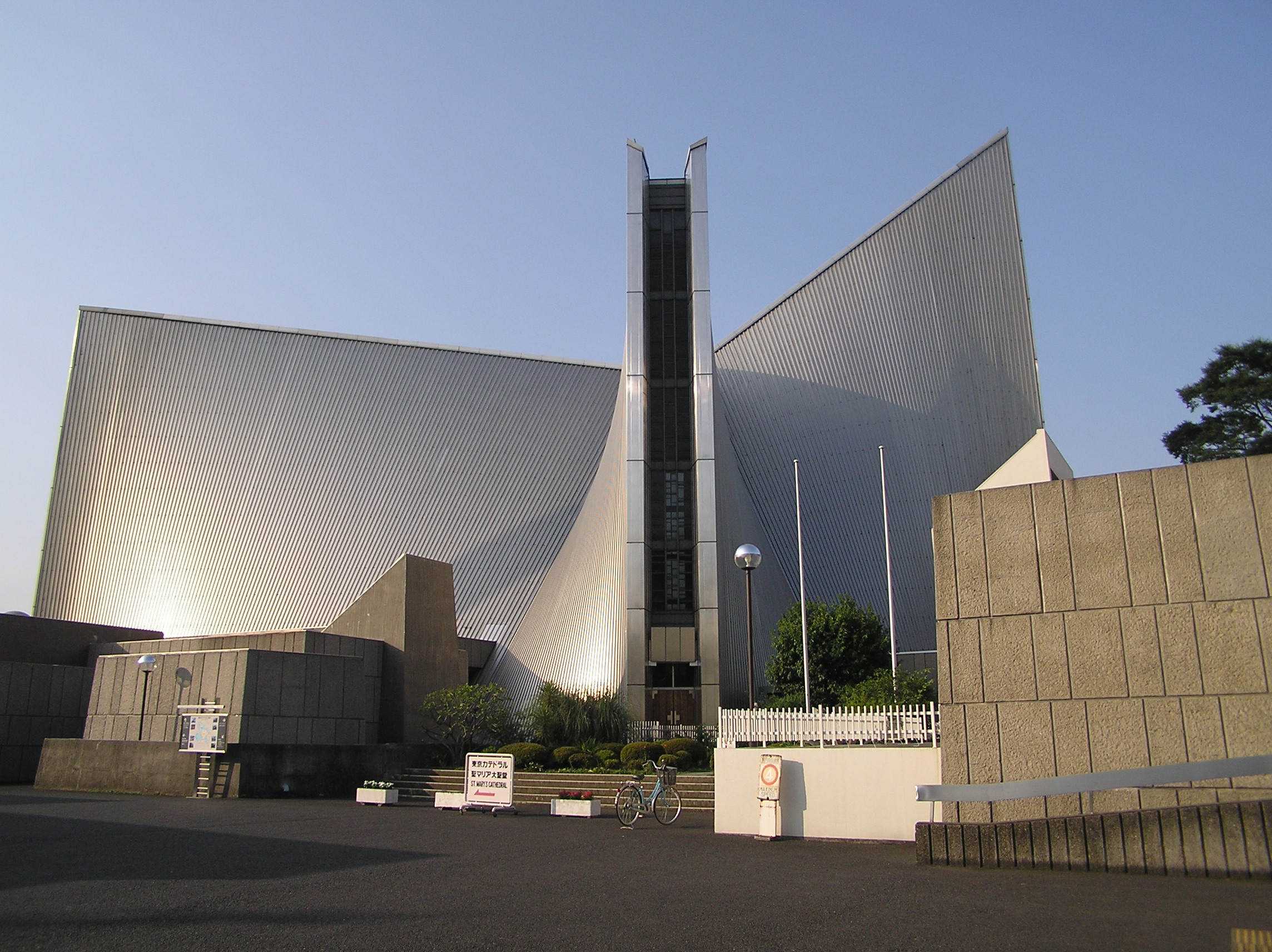
La Cattedrale di Tokyo di Kenzō Tange

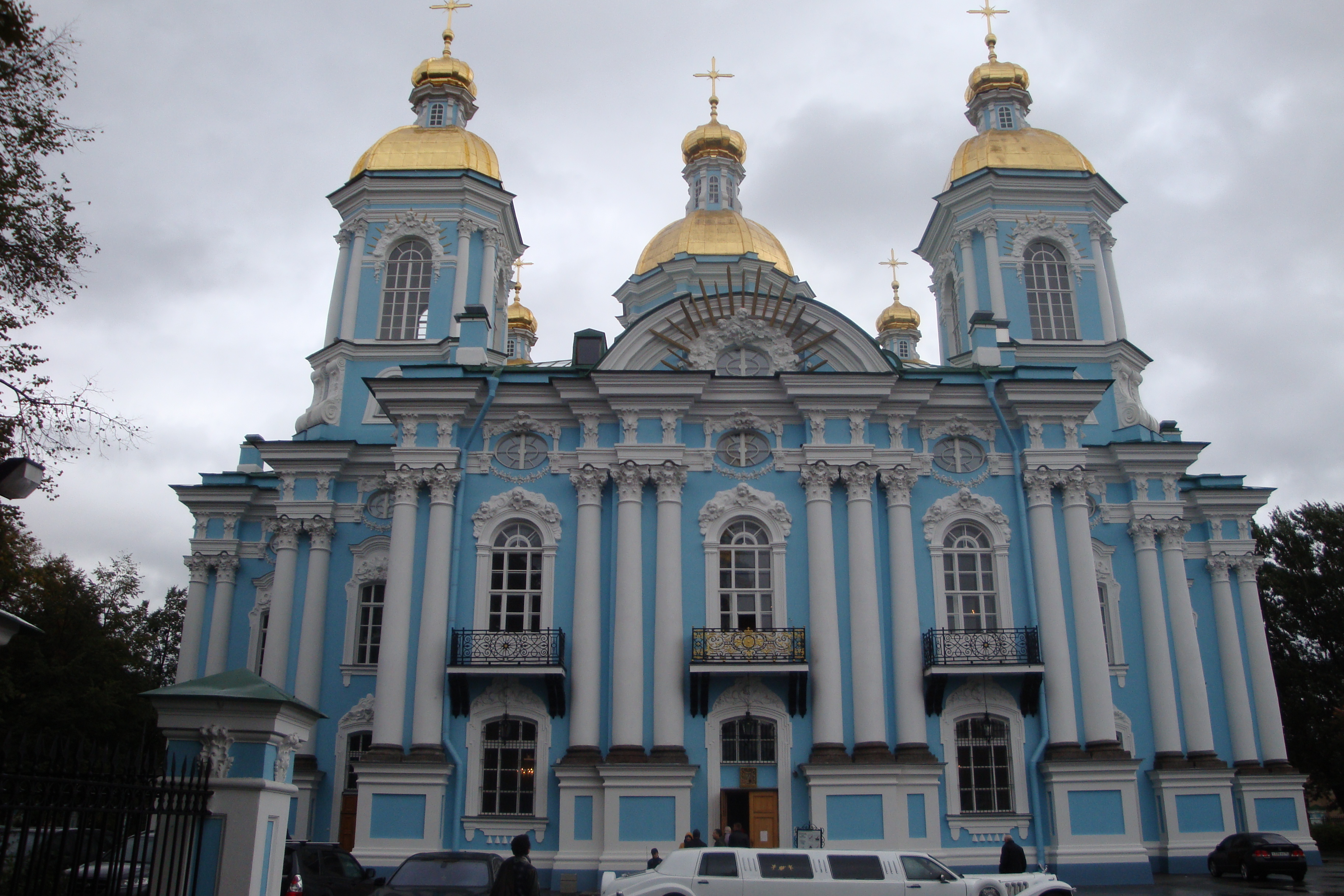
La Cattedrale di San Nicola del Mare di San Pietroburgo

Una chiesa (AFI: /ˈkjɛza/) in architettura è un edificio specificamente dedicato al culto religioso cristiano.
Il termine deriva dal latino ecclesia e dal greco ἐκκλησία (ekklesía), cioè assemblea e comunità come effetto di una convocazione (vedi Chiesa).

## Significato
Nel cristianesimo cattolico e orientale, a differenza delle sinagoghe dell'Ebraismo (con l'eccezione del Tempio di Gerusalemme), l'edificio di culto è anche sede della divinità, così come avveniva nella religione greco-romana. Questo perché per queste confessioni cristiane, anche se spiritualmente Dio è ritenuto onnipresente, la chiesa contiene al suo interno la reale presenza del corpo e del sangue di Cristo, cioè sotto le specie eucaristiche.
Il termine ecclesia in origine indicava la comunità di persone convocata da Dio. Con il tempo il termine derivato "chiesa" ha portato a significare anche il luogo dove avviene l'incontro della comunità; infine ha acquisito questo significato come in senso fisico.

## Denominazioni in ordine gerarchico
Gli edifici ecclesiastici cristiani possono avere varie denominazioni, a seconda della loro tipologia, funzione o importanza:
- Arcibasilica papale maggiore - ne è titolare il papa ed è la chiesa cattolica più importante in quanto cattedrale di Roma; il titolo è portato solo dalla Basilica di San Giovanni in Laterano
- basilica papale maggiore - ne è titolare il papa in quanto sommo pontefice; quattro in Roma, compresa la Lateranense
- basilica papale minore - ne è titolare il papa; il titolo è portato da due basiliche in Assisi in quanto le più importanti (dopo le maggiori) nel Patriarcato d'Occidente
- santuario pontificio - santuario a cui sono stati conferiti speciali diritti cerimoniali dal papa
- basilica pontificia (minore) - chiesa di grandi dimensioni a cui sono stati conferiti speciali diritti cerimoniali dal papa; il titolo può essere aggiunto a qualsiasi dei seguenti
- cattedrale suburbicaria - ne è titolare un cardinale vescovo
- basilica patriarcale - basilica principale di un patriarcato; ne è titolare un patriarca
- chiesa titolare - chiesa di Roma della quale è titolare un cardinale presbitero
- chiesa diaconale - chiesa di Roma della quale è titolare un cardinale diacono
- cattedrale primaziale - chiesa principale di una nazione che abbia un primate
- cattedrale metropolitana - sede dell'arcivescovo metropolita
- cattedrale - la chiesa da dove il vescovo presiede le celebrazioni diocesane e dove, in passato, i canonici celebravano gli uffici corali.
- chiesa abbaziale - chiesa di una abbazia, in cui i monaci celebrano l'ufficio monastico
- collegiata - chiesa storicamente sede di un collegio di canonici, con funzioni religiose simili alla cattedrale.
- pieve - chiesa rurale in cui poteva essere conferito il battesimo e con speciali diritti sulle chiese figliali. Il parroco, spesso era un arciprete.
- chiesa arcipretale o arcidiaconale o decanale - la chiesa di riferimento di una forania cioè un insieme di parrocchie, nel quale il lavoro dei parroci è coordinato da un arciprete o da un arcidiacono o da un decano.
- chiesa parrocchiale - la chiesa di riferimento di una parrocchia (cioè di una frazione del territorio di una diocesi), retta da un parroco
- santuario interdiocesano - chiesa specificamente dedicata al culto particolare di un santo e spesso meta di pellegrinaggi di un'arcidiocesi e della diocesi suffraganea dove è ubicato il Santuario; è governata da un rettore che risponde direttamente al vescovo della Diocesi suffraganea e nei casi più particolari all'arcivescovo dell'arcidiocesi
- santuario diocesano - chiesa specificamente dedicata al culto particolare di un santo e spesso meta di pellegrinaggi; è governata da un rettore che risponde direttamente al vescovo
- chiesa (rettoriale) - la chiesa storicamente importante la quale però non ha una parrocchia correlata, ma è inclusa nella giurisdizione di una chiesa parrocchiale, il sacerdote presente si chiama rettore.
- espositura - luogo di culto lontano dalla chiesa parrocchiale che vi incarica un sacerdote, esposito, che non vi risiede.
- cappella - chiesa privata o piccola chiesa di un istituto religioso o ampia nicchia ricavata all'interno di una chiesa o in generale piccolo edificio funzionalmente legato ad altri edifici. È retta da un cappellano. Il termine, originariamente usato solo dai Franchi, deriva da cappa, ed era riferito all'ambiente dove si officiavano le funzioni religiose per i re Franchi, che conteneva la reliquia della cappa di san Martino, santo patrono e protettore del regno.
- diaconia - chiesa retta da un diacono sotto la giurisdizione del parroco
- duomo - termine generico, non canonico, che indica la chiesa più importante, spesso cattedrale, di una città
- chiesa sussidiaria - detta anche chiesa suffraganea, è una chiesa minore, dipendente da una chiesa parrocchiale e che non è la sede principale della parrocchia stessa
- tempio - oltre ai vari significati relativi a culti diversi, e oltre a un significato generico relativo a qualsiasi luogo di culto, nella tradizione cristiana indica quasi sempre un edificio monumentale, spesso extraurbano, privo di funzioni parrocchiali, sorto come "memoria" di avvenimenti straordinari e simile per alcuni versi al concetto di santuario; con questo termine venivano inoltre indicati i luoghi di culto dell'ordine templare
- battistero - edificio specificamente destinato al rito del battesimo, spesso a pianta centrale
- sacro monte - complesso devozionale posto sul versante di una montagna con una serie di cappelle o edicole contenenti scene figurative.
- chiesa cimiteriale - edificio destinato prevalentemente a funzione funeraria, spesso all'interno o vicino a un cimitero.
- chiesa conventuale - edificio direttamente legato ad un convento.

L'Ufficio nazionale per i beni culturali ecclesiastici della CEI ha avviato, nel 2004, un censimento delle chiese finalizzato alla creazione di un archivio che descriva lo stato attuale di tutti gli enti ecclesiastici diffusi sul territorio italiano..

## Stili architettonici
Nella storia dell'architettura si sono alternati nelle varie epoche storiche vari stili architettonici, ognuno con le sue peculiarità, che hanno influenzato anche la realizzazione delle Chiese, a volte sovrapponendosi tra loro. Tra questi si ricordano lo stile paleocristiano, lo stile romanico, lo stile gotico, lo stile rinascimentale, lo stile barocco, lo stile neoclassico, lo stile moderno e contemporaneo.

## Storia

### Età precostantiniana

Cattedrale di Santa Maria del Fiore a Firenze

L'edificio ecclesiastico come è attualmente inteso non si è potuto sviluppare prima dell'Editto di Milano del 313, anno in cui è stata concessa la libertà di culto ai cristiani. Fino ad allora i cristiani usavano riunirsi in edifici privati, chiamati domus ecclesiae (case della comunità).

### Basiliche e battisteri
Con la libertà di culto si pose anche il problema di come costruire gli edifici necessari per la liturgia cristiana, che poteva essere celebrata pubblicamente. Venne adottato il modello basilicale. La basilica esisteva come tipologia architettonica romana, e aveva la funzione di edificio pubblico, non legato alla religione. Il tempio classico non poteva infatti servire come modello per la chiesa cristiana, poiché legato a una religione aborrita e perché anche funzionalmente poco adatto, in quanto non prevedeva la fruizione interna dello spazio da parte del fedele, ma piuttosto quella esterna.
L'edificio basilicale, nella rielaborazione cristiana, subisce delle trasformazioni non solo funzionali ma anche estetiche. La percorrenza diviene prevalentemente longitudinale, con lo spostamento della porta principale su un lato corto e la localizzazione dell'altare sul lato opposto, spesso dotato di abside. Tra la navata e l'altare (il cui spazio circostante viene denominato presbiterio) spesso viene posta una navata minore trasversale, chiamata transetto, che rende la pianta dell'edificio simile a una croce.
Anche nell'alzato si hanno delle modifiche sostanziali. Viene limitata la profusione di marmi e decori tipici dell'architettura romana imperiale, e al posto della copertura a crociera della navata centrale si preferisce la copertura con capriate lignee, che dà all'edificio un aspetto meno sontuoso. Spesso le pareti vengono ricoperte da cicli di mosaici o affreschi, che smaterializzano lo spazio, coerentemente con la visione ascetica del primo cristianesimo.
Costantino I stesso patrocinò l'edificazione di numerose chiese. Fra queste le quattro basiliche patriarcali di Roma, le basiliche di Gerusalemme e Costantinopoli.
Un altro edificio cristiano che ebbe origine in quest'epoca fu il battistero. Anche in questo caso il riferimento fu un edificio romano "profano", l'edificio a pianta centrale (circolare o poligonale) delle terme romane, contenente le vasche per l'acqua. È evidente la connessione di tipo funzionale. Il rito del battesimo avveniva infatti per immersione, e l'architettura termale, opportunamente rielaborata, si prestava a essere reinterpretata per questo scopo.

### Bisanzio
L'architettura sacra bizantina è la rielaborazione delle due tipologie della basilica e del battistero. Si sviluppa infatti anche la chiesa a pianta centrale, spesso edificata in onore di un martire. Un altro elemento che avrà una grande importanza anche negli sviluppi futuri è la cupola. Fra queste, quella che colpirà maggiormente la fantasia dei contemporanei sarà quella di Santa Sofia di Costantinopoli, che diverrà anche il modello ideale delle moschee ottomane. In Italia, l'influsso bizantino è molto forte soprattutto, ma non solo, in Romagna, attraverso Ravenna. Da qui si irradia, già nei primi secoli del Medioevo, in forme semplificate, nelle pievi del territorio tra la stessa Ravenna e la vicina Forlì.

### Medioevo

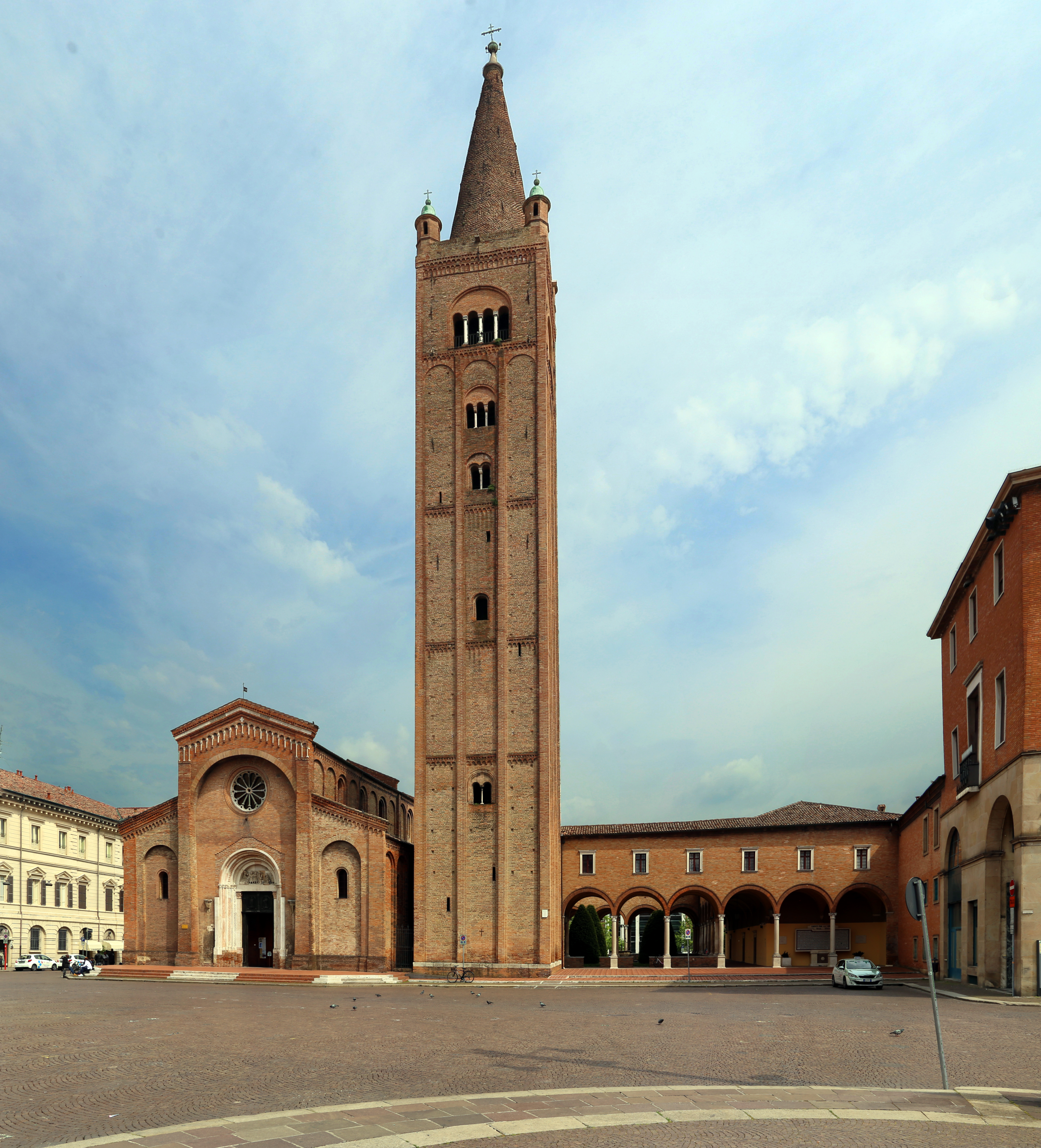
Un esempio di chiesa romanica in mattoni, l'abbazia di San Mercuriale a Forlì

Il Medioevo è il periodo del grande sviluppo dell'architettura ecclesiastica, che di norma segue regole, geometriche, matematiche e astronomiche ben precise: "Guido Bonatti da Forlì, matematico, astronomo e astrologo attivo a Parigi durante il XIII secolo, nel suo Decem continens tractatus astronomiae, di cui si dispone di un'edizione pubblicata a Venezia nel 1506 (Bonatti da Forlì 1506), mette in evidenza che le chiese, essendo centri di potere divino, dovevano essere innalzate secondo scrupolose regole rituali seguendo il corso dei cieli e che dovevano essere edificate quando si verificano talune congiunzioni astrali favorevoli".
Nell'alto Medioevo le chiese non sono di grandi dimensioni. I modelli planimetrici sono quelli già codificati nel tardo antico, ma appaiono significative varianti locali. Il Medioevo è anche il periodo della costituzione della capillare organizzazione ecclesiastica. Il territorio rurale viene suddiviso in plebanati, con a capo una pieve, cioè una chiesa dove veniva amministrato il battesimo, e con chiese figliali dipendenti. Nelle città, soprattutto dopo l'anno mille - nell'età detta romanica, anche se alcuni autori, come il Focillon, rilevano che gli elementi del romanico sono già tutti presenti nell'alto Medioevo nelle pievi dell'area tra Forlì e Ravenna -, assumono importanza le cattedrali, cioè le chiese in cui risiede il vescovo.
Anche le abbazie benedettine conoscono un grande sviluppo. Fra queste il monastero più importante nell'Europa medievale è certamente il monastero di Cluny, in Borgogna, l'edificio ecclesiastico di maggiori dimensioni dell'epoca. Pur nell'unitarietà di alcuni caratteri, l'arte romanica conosce molte diverse "interpretazioni", dovute a differenze locali, cronologiche e anche di materiale: pietre, a volte di fiume, mattoni, ecc.
Nel XII secolo l'architettura ecclesiastica subisce un'importante trasformazione e accelerazione, con la costruzione del primo edificio gotico, l'Abbazia di Saint-Denis vicino a Parigi. Progressivamente, l'architettura gotica diventa il linguaggio comune a quasi tutta l'Europa occidentale. Fra le innovazioni di questo nuovo modo di concepire l'edificio sacro vi è il grande sviluppo della parte orientale della chiesa, con il deambulatorio attorno al coro, e l'uso della volta a crociera e dell'arco acuto negli alzati, che dà slancio e coerenza formale a tutto l'edificio.
Nel periodo gotico si sviluppano, inoltre, una serie di edifici specialistici. Fra questi le chiese degli ordini mendicanti, dotate, diversamente dalle cattedrali e dalle chiese collegiate, di ampie navate, coro ridotto e decorazione semplificata, funzionali all'attività di predicazione svolto da questi ordini religiosi.
Una particolare chiesa, costruita all'interno di una moschea, è la cattedrale posta nella Grande moschea di Cordova in Spagna.

### Età moderna
Nel Rinascimento l'architettura ecclesiastica tradizionale viene confrontata con i modelli derivati dall'antichità classica. Si cerca di coniugare i due modelli in realtà eterogenei, in parte ritornando agli schemi basilicali paleocristiani, in parte formulando dei modelli nuovi, di sintesi, come la chiesa a pianta centrale teorizzata dagli architetti umanisti del Quattrocento toscano e poi romano. Tale sintesi avrà il suo momento di maggior vigore all'inizio del Cinquecento, quando verrà addirittura demolita la basilica costantiniana di San Pietro per fare posto a un edificio a pianta centrale con una cupola maggiore di quella del Pantheon.
L'architettura ecclesiastica del Rinascimento andrà incontro a una crisi in seguito agli sconvolgimenti che subirà la chiesa con la riforma protestante. Il concilio di Trento non delibererà direttamente sull'architettura chiesastica, ma faranno scuola le chiese fatte erigere dal cardinale Carlo Borromeo di Milano, che vengono teorizzate nel suo "Instructiones Fabricæ et Supellectilis Ecclesiasticæ" del 1577 e che diverranno i modelli dell'architettura della controriforma. Questi edifici mantengono la tradizionale pianta basilicale, un linguaggio classico negli alzati e la cupola all'incrocio del transetto. Questo modello si diffonde in tutta Europa e diventa quasi il linguaggio ufficiale del cattolicesimo, influenzando anche l'architettura dei paesi riformati, che però adottano inizialmente un linguaggio meno monumentale e talvolta con persistenze della tradizione gotica.
Se i primi modelli borromiani sono piuttosto severi e austeri, ben presto nel corso del XVII secolo con il barocco l'architettura sacra diventa l'occasione di spregiudicate sperimentazioni architettoniche, e il linguaggio classicista del Rinascimento viene reinterpretato con fantasia e vigore, applicando all'architettura forme geometriche, come ellissi e concavità - convessità, diverse da quelle ad angolo retto o basate su circonferenze perfette del Rinascimento.
Dal punto di vista funzionale le chiese barocche mantengono la distinzione fra navata riservata ai fedeli e presbiterio con l'altare maggiore. Il coro spesso si sposta dietro l'altare (fino all'età gotica era davanti all'altare). Vengono eliminati tramezzi e altri elementi che ostruiscono la vista, forzando la concentrazione dei fedeli verso il centro dell'altare. La navata centrale diviene predominante, mentre quelle laterali spesso vengono utilizzate per altari laterali. Il pulpito spesso è in mezzo alla navata (disposizione già introdotta dagli ordini mendicanti nel Medioevo per facilitare l'ascolto) e spesso è presente una cantoria a balcone, disposta o ai lati dell'altare contrapposta all'organo o sotto l'organo stesso. Talvolta la cantoria è disposta sopra la porta d'ingresso.
Nelle chiese protestanti la distribuzione dello spazio è meno assiale. Spesso le chiese sono dotate di tribune sopraelevate e il pulpito generalmente ha un grande rilievo. Nelle chiese anglicane la disposizione dell'altare darà occasione a grandi dispute, simili a quelle avvenute nelle chiese cattoliche dopo il concilio Vaticano II.

### XIX e XX secolo

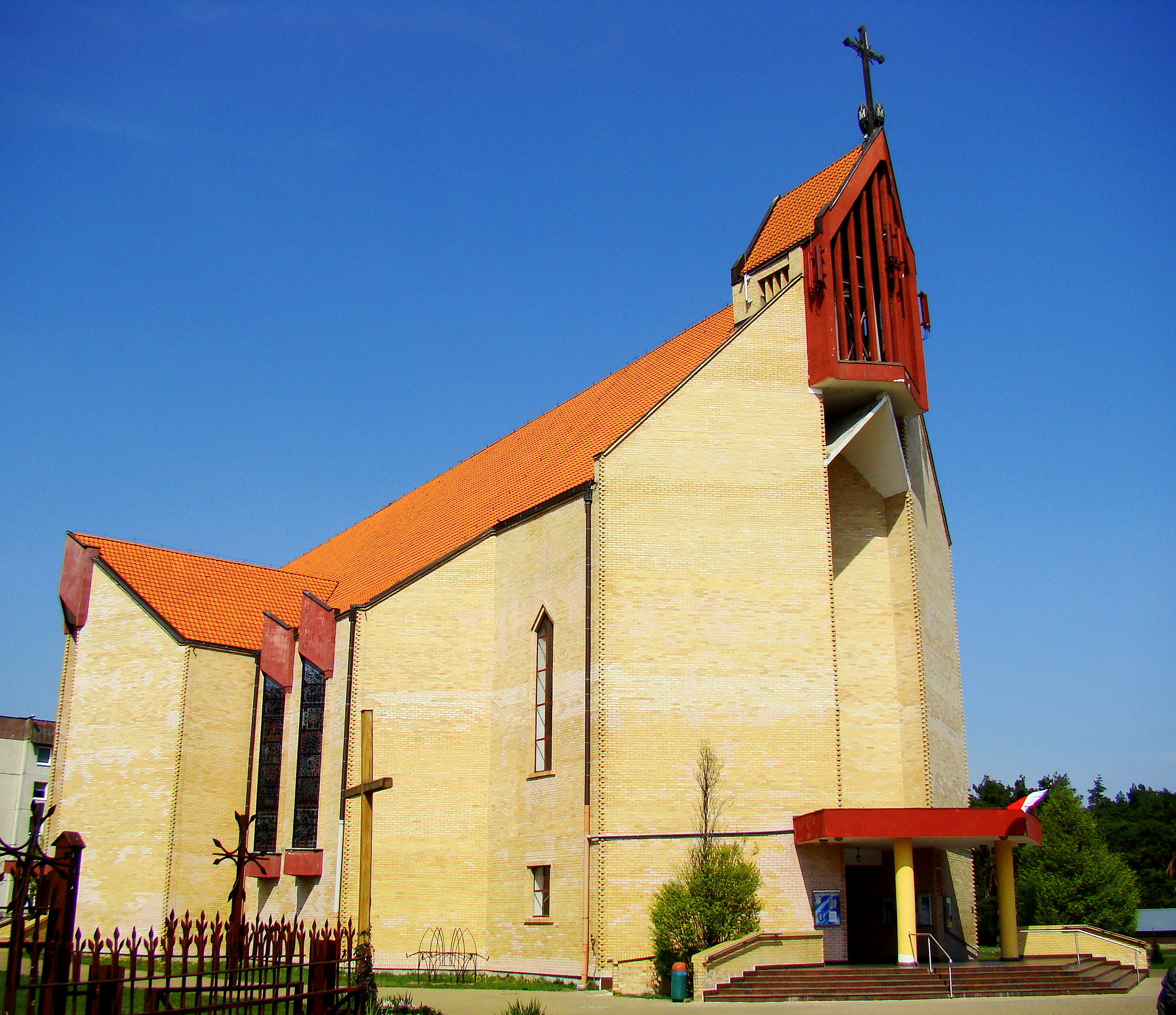
Chiesa di Casimiro di Cracovia, Police (Polonia)

Con il romanticismo l'architettura sacra conosce un grande sviluppo, riprendendo il linguaggio degli stili storici, dapprima con il neogotico e in seguito recuperando anche le altre epoche.
Negli anni successivi l'edilizia delle chiese subirà l'influenza di quella più generale dell'architettura, senza che vengano poste in discussione le funzioni tradizionali dell'edificio sacro. In campo cattolico, dopo il concilio Vaticano II l'architettura sacra conosce un periodo di riorganizzazione per trovare una diversa identità.
Le chiese postconciliari generalmente mantengono una forte centralità e unidirezionalità (come nel barocco), a cui si aggiunge una semplificazione degli elementi d'arredo. L'altare viene rivolto verso il pubblico e vengono del tutto eliminate le balaustre di separazione e il pulpito per la predicazione, mentre viene reintrodotto l'uso dell'ambone per le letture bibliche. Talvolta non è presente l'organo a canne né la cantoria come spazio separato, in quanto la musica sacra perde la sua impronta esclusivamente classica.

## I luoghi di riunione prima della pace della Chiesa
La vita e le condizioni di culto della comunità cristiana prima dell'Editto di Milano del 313, con il quale il Cristianesimo viene legalmente riconosciuto, sono state questioni lungamente dibattute, ma in effetti pochi sono i dati reali e obiettivi. Le fonti, infatti, sono scarse e comunque imprecise, soprattutto riguardo agli ambienti destinati al culto e alle modalità dello stesso. Le dure persecuzioni e la clandestinità a cui erano obbligati i cristiani determina una condizione di precarietà anche nella scelta del luogo in cui officiare la liturgia.

### Ecclesiae domesticae
Secondo Friedrich Wilhelm Deichmann, i monumenti cristiani più antichi sono parte della cultura dell'epoca romana imperiale, poiché la cultura dei primi fedeli non doveva essere diversa o separata da quella dell'ambiente in cui vivevano. I luoghi di culto precedenti la basilica erano, infatti, delle case private adibite allo scopo, che risalgono a prima del III secolo d.C., chiamate ecclesiae domesticae ("chiese domestiche"), nelle quali soltanto uno o più ambienti erano destinati al culto. Tali ambienti presentavano spesso elementi divisori ed erano forniti d'arredamento mobile che, all'occorrenza, si poteva nascondere velocemente.
Secondo la normativa sulle riunioni all'interno di case private, gli incontri si svolgevano sotto la responsabilità del proprietario, il cui nome era indicato nel titulus (tabella esposta all'esterno dell'edificio). Egli aveva l'obbligo di far sì che non avvenissero disordini e che non fosse arrecato disturbo alcuno alla quiete pubblica. Le ecclesiae domesticae erano quindi prive di qualunque carattere distintivo e non presentavano uniformità tipologica: per questo motivo le tracce materiali del primo cristianesimo sono molto scarse nel primo secolo e mezzo.
Per svariate generazioni l'edificio di culto rimase profano, non consacrato, e l'eucaristia era celebrata su un comune tavolo privo di qualsiasi carattere sacro. Ma, oltre che dallo stato di clandestinità della nuova religione, questa situazione era originata anche dalla particolare spiritualità del cristianesimo primitivo, un culto non più legato a un edificio materiale o a un luogo specifico, ma vissuto nello spirito del singolo individuo e della comunità. Il termine ecclesia (dal termine greco per "assemblea"), infatti, secondo san Paolo, indica la comunità dei battezzati, non un "edificio costruito dalle mani dell'uomo".
Per i primi due secoli, le fonti storiche forniscono diversi accenni sull'uso di case private prestate di volta in volta come luoghi di culto. La notizia secondo la quale, dopo la morte di Gesù, Maria e i discepoli si riunirono a pregare in una "camera alta" situata in un piano sopraelevato, ci fa ragionevolmente ipotizzare l'esistenza di camere analoghe utilizzate per le funzioni liturgiche -domenicali, alle quali si accenna anche negli Atti (XX, 7-9) e nelle epistole paoline (1 Cor. XVI,19; Ad Rom. XVI, 3-5; Ad Colos. IV, 15; Ad Philem. 1, 2-3). Intorno alla metà del II secolo Giustino riferisce che le riunioni si svolgevano dove fosse possibile (Apol. I, 65-67), mentre già alla fine dello stesso secolo Marco Minucio Felice (Octavius IX,1) c'informa che col termine sacraria si denominavano i luoghi di culto, dando quindi testimonianza di ambienti destinati soltanto a tale funzione. Qualche decennio più tardi, nel testo siriaco delle "Recongnitiones Clementinae" (X, 71) si cita un certo Teofilo che dona la sua casa alla chiesa perché venga adibita a luogo di culto.

### Domus ecclesiae
Una prima svolta verso la nascita d'una struttura edilizia più complessa si ha a partire dal III secolo, quando la comunità cristiana si è notevolmente ingrandita e strutturata grazie a un preciso ordinamento gerarchico riconosciuto dalle autorità e alla costruzione di un patrimonio comunitario. E ha guadagnato l'appoggio e la protezione di una parte della classe dominante. Cominciano allora a manifestarsi le condizioni perché i luoghi di culto diventino e stabili e di proprietà della comunità. La ecclesia domestica si trasforma così nella domus ecclesiae. Tutti gli ambienti vengono adibiti a uso liturgico, con varie funzioni: vi sono una grande sala per le riunioni aperte sul cortile centrale, un battistero, una stanza per l'Agape (istituzione caritatevole che consisteva in una cena offerta ai poveri e alle vedove) e, talvolta al piano superiore, anche l'abitazione dei sacerdoti e alcune stanze per coloro che si preparavano a ricevere il battesimo.
La stabilizzazione del luogo di culto provoca anche un mutamento di significato nel termine greco ecclesia che ora non designa più solo la comunità dei fedeli, ma anche il luogo di riunione, la casa di Dio, quindi un santuario, anche se ufficialmente l'edificio di culto viene considerato ancora profano. Questa graduale trasformazione pone alcuni dei presupposti per la nascita della basilica cristiana. Domus ecclesiae si ritrovano un po' ovunque in tutto l'impero ma, tra le più antiche, si ricordano quella scoperta in Siria a Dura Europos sull'Eufrate e quella scoperta a Roma sotto la chiesa di San Martino ai Monti.
È ovvio che, pur avendo le stesse funzioni, questi edifici non avevano sempre una struttura comune, ma piuttosto questa dipendeva dalla regione geografica, dalla tipologia dell'abitazione originaria e dalla possibilità di adattare un edificio preesistente alle esigenze di una comunità. Nulla, del resto, ci suggerisce che prima della pace della chiesa i cristiani abbiano sviluppato un'architettura monumentale. Essi usano, infatti, edifici di civile abitazione perfettamente inseriti nella tradizione dell'architettura domestica del luogo e del periodo. Solo in presenza di graffiti o di pitture con temi cristiani è possibile distinguere una domus ecclesia da una normale casa d'abitazione.
E questo tipo di edificio resisterà ancora nel IV secolo, quando vengono realizzate le prime basiliche – come dimostrano gli esempi più evoluti di domus ecclesiae di IV secolo, scoperti in Siria (a Qirq-Bize) e in Inghilterra (a Lullinston, nella diocesi di Southwark) – e finché saranno definitivamente sostituite dalle chiese vere e proprie.

#### Domus ecclesiaedi Dura Europos
Quella di Doura Europos fu costruita nel 232 d.C., come attesta un graffito. Il suo eccellente stato di conservazione è dovuto al fatto che, essendo stata inglobata nella cinta muraria costruita nel III secolo per proteggere la città dagli attacchi, rimase sepolta dal crollo del terrapieno delle mura stesse durante l'assedio dei Parti nel 258 d.C.
Il pianterreno ci offre una nitida visione di quello che doveva essere l'aspetto delle prime chiese comunitarie. L'edificio è provvisto di un atrio circondato da ambienti di varie dimensioni e da un portico. La chiesa vera e propria è la stanza più grande del piano terra. Essa si apre a sud dell'atrio, ed è costituita dall'unione di due ambienti più piccoli mediante l'abbattimento del muro divisorio. Sulla parete est dell'aula è visibile un piccolo basamento (alcuni dicono base per la sede del presbitero l'anziano a capo della comunità altri dicono basamento dell'altare).
Adiacente a questa sala (e comunicante con essa) è il catecumeneo (locale destinato alla catechesi per la preparazione al battesimo), ubicato sul lato ovest dell'atrio e comunicante con quest'ultimo attraverso una larga apertura. Infine, da un piccolo passaggio sulla parete nord del catecumeneo si accede al battistero. Quest'ultimo è un vano di modeste dimensioni, con una vasca battesimale sulla parete ovest e affreschi raffiguranti scene dell'Antico e del Nuovo Testamento (particolarmente notevoli sono le figure di un'orante e di un Buon Pastore), la cui funzione, più che decorativa, era prettamente didattica. Al piano superiore erano le camere destinate ad abitazione.

### Titulia Roma
Per quanto riguarda la città di Roma, gli scavi condotti presso alcune basiliche d'origine paleocristiana hanno riportato alla luce i resti di case private risalenti al III secolo DC. La maggior parte delle chiese romane che vantano una tradizione paleocristiana sono, infatti, fondate su precedenti domus ecclesiae o tituli.
Il titulus indicava originariamente la tabella (di marmo, legno, metallo o pergamena) che, posta accanto alla porta di un edificio, riportava il nome del proprietario. Successivamente ai tituli privati (che, oltre alla sala cultuale e ai locali annessi per usi liturgici, comprendevano l'abitazione privata), nascono quelli di proprietà della comunità, che conservavano il nome del fondatore o del donatore della casa.
I tituli, come le odierne parrocchie, erano soggetti alla giurisdizione della chiesa. Capo della comunità ecclesiale era il presbitero coadiuvato da ministri a lui sottoposti. I vari tituli, anche se identici dal punto di vista funzionale e della finalità, a causa della loro diversa origine e datazione, non si possono considerare come un gruppo omogeneo. Di tutti questi luoghi di riunione possediamo due diversi elenchi, desunti dalle sottoscrizioni dei vari presbiteri nel corso dei due sinodi svoltisi a Roma nel 499 e nel 595.
Confrontando questi due elenchi, in certi casi si nota come il titulus, che nel primo sinodo portava il nome del fondatore o del donatore, nel secondo porta la dedica all'omonimo santo. Probabilmente ciò è dovuto al crescente interesse per il culto dei martiri. Quelli più antichi si trovano generalmente in zone periferiche o popolari della città, mentre quelli nuovi creati dopo la Pace della Chiesa ebbero tutti posizioni più centrale.

#### Titulus Aequitii(San Martino ai Monti)
A Roma, sotto l'attuale chiesa di San Martino ai Monti e al suo convento, si trova l'edificio romano che è tradizionalmente identificato col Titulus Aequitii, il cui livello pavimentale è dieci metri più basso di quello della chiesa. Il titolo si trova anche nei pressi di un mitreo. Questa particolare vicinanza con un luogo destinato a un culto misterico ha spinto il Ghetti a ipotizzare che questa scelta, lungi dall'essere casuale, sia avvenuta nel contesto delle lotte contro i cultori di Mitra.
Fra il sinodo del 499 e quello del 595, anche il titulus Aequitii cambiò denominazione, e il nome di San Silvestro (in onore dell'omonimo papa) prevalse su quello del primo proprietario, Equizio, il cui palatium doveva essere sontuoso, a giudicare dai rinvenimenti di pavimenti musivi, di tracce di decorazione affrescata sulle volte, di marmi e oggetti artistici venuti alla luce all'epoca dei primi scavi.
Oggi si scende nel titolo da una scalinata aperta nel ‘600 sul lato occidentale della chiesa. L'ambiente è di forma pressoché rettangolare; una doppia fila di pilastri lo divide in undici vani minori di dimensioni ineguali. Di questi, gli otto vani centrali formano una grande sala a due navate che doveva servire per le celebrazioni liturgiche, mentre i vani laterali costituivano degli ambienti di servizio.
Il titolo, per volere di papa Simmaco, fu ampliato nel VI secolo. Nel IX secolo, papa Sergio II ne ordinò i restauri, erigendovi sopra e accanto un monastero e l'attuale basilica di San Martino ai Monti.

#### Titulus Byzantis(Santi Giovanni e Paolo)
Maggiore complessità presentano le strutture originariamente pertinenti al titulus Byzantis, sotto la chiesa dei Santi Giovanni e Paolo. Qui, intorno alla metà del III secolo, al primo piano di un'insula più antica fu ricavata un'ampia sala, utilizzata probabilmente come luogo di riunione della comunità cristiana. Agli inizi del IV secolo, i vani al pianterreno ricevettero una decorazione ad affresco con soggetti cristiani, comprendenti anche un'orante e un apostolo in vesti di filosofo.

#### Titulus Clementis(San Clemente)
Un altro complesso cultuale di notevole importanza è quello di San Clemente, nella vallata tra il Colle Oppio e il Celio. Trattasi di un contesto archeologico molto complesso, con una stratificazione di quattro fasi. La fase che ci interessa è quella che vede, intorno alla metà del III secolo, il riadattamento al culto cristiano di parte di una domus più antica, nei pressi di un mitreo. La domus ecclesiae sarebbe riconoscibile nell'ambiente in seguito trasformato nella basilica sotterranea di San Clemente, caratterizzato da una grande sala, probabilmente divisa in due o tre navate da file di pilastri e colonne, comunicante attraverso aperture con l'esterno dopo aver attraversato cortili e portici. Lo sviluppo architettonico di quest'ambiente portato alla luce dagli scavi fa supporre che l'edificio sia identificabile col titulus Clementis, di cui parlano gli Atti dei sinodi del 499 e del 595.
Nel IV secolo, all'aula di culto fu aggiunta un'abside e si realizzò un collegamento col vicino mitreo. La basilica fu poi internamente divisa in tre navate mediante due file di colonne sormontate da arcate. Dietro l'abside erano forse presenti gli ambienti di servizio dei pastofori, come lascerebbero intuire delle aperture sul muro di fondo. Le navate erano, inoltre, precedute da un nartece. Tuttavia l'impianto è generalmente caratterizzato da una forte irregolarità, a causa dei continui riadattamenti.

## Basiliche cristiane

### Premessa: la basilica nel mondo romano
Contrariamente a quanto si potrebbe pensare, il termine basilica originariamente non designava l'edificio cristiano, ma un edificio pubblico romano (basilica forense o civile), descritto da Vitruvio come un ambiente coperto, a pianta rettangolare, suddiviso in più navate da colonnati o pilastri, il cui ingresso era generalmente su uno dei lati lunghi.
Le basiliche più antiche sorsero nel Foro Romano a Roma a partire dal II secolo a.C. (tra queste la basilica Porcia, 184 a.C.; basilica Fulvia Emilia (meglio conosciuta come Basilica Emilia, nei suoi rifacimenti successivi), 179 a.C.; basilica Sempronia, 169 a.C.) e avevano la funzione di centro d'affari e di sedi giudiziarie. La basilica diviene ben presto uno degli edifici che ogni città romana deve avere nel suo foro.
La massima realizzazione di questo tipo architettonico si ebbe nel Foro di Traiano con la basilica Ulpia (112 d.C.), opera di Apollodoro di Damasco, dotata di due ampie absidi e cinque navate. L'ultima basilica pagana è invece quella di Massenzio presso il Foro Romano, completata da Costantino (inizi delIV secolo d.C.) che, per le sue caratteristiche rientra pienamente nei modi espressivi tardoantichi.

### Le teorie sull'origine della basilica cristiana e orientazione dell'edificio di culto
Riguardo all'origine della basilica cristiana, gli studiosi hanno a lungo dibattuto. Si trattava in sostanza, di stabilire se sia stata ripresa dall'architettura romana anteriore, oppure se sia stata ideata ex novo dall'architettura paleocristiana.
Fino al XIX secolo l'opinione dominante rimase quella di Leon Battista Alberti, il quale aveva visto nella basilica forense e giudiziaria romana il prototipo di quella paleocristiana. Tuttavia nell'Ottocento la teoria dell'Alberti è stata più volte rivista e si elaborarono tre diverse ipotesi.
La prima teoria, quella "di derivazione materiale", considera la basilica cristiana come una derivazione da precedenti tipici architettonici classici. Riguardo a quali siano questi tipi, le risposte sono le più svariate: la sala ipostila egiziana di cui parla Vitruvio, gli ipogei e le basilichette cimiteriali romane, una fusione tra la cella tricora e l'aula privata, le varie parti della casa romana, l'aula basilicale delle residenze imperiali tardoantiche.
La "teoria liturgica" sostiene invece che la primitiva architettura cristiana avrebbe avuto un carattere originale, e che la forma dell'edificio basilicale sarebbe stata suggerita e determinata dalla liturgia del nuovo culto.
La teoria "di derivazione composita", quella più moderna e più largamente accettata, tende a riconoscere una molteplicità di apporti delle diverse culture e civiltà, ma al contempo scorge una sapiente rielaborazione dei modelli preesistenti, tanto da riconoscere all'architettura paleocristiana una sua inconfutabile originalità.
Insieme alle denominazioni, anche l'orientazione delle basiliche non fu oggetto a canoni immutabili (per orientazione s'intende il punto cardinale verso cui è rivolta l'abside). Nel documento più antico, le Costituzioni apostoliche (scritte da un orientale), si prescrive l'orientazione a est, in omaggio alla regola di pregare col viso rivolto a oriente, la cui origine risale a tradizioni giudaiche, come molti altri aspetti della prassi e dell'organizzazione cristiana. Molte chiese paleocristiane tuttavia sembrano non rispondere ad alcuna regola precisa, ma piuttosto a esigenze di topografia locale. A volte l'orientazione è poi determinata da fattori particolari, come ad esempio la presenza della tomba di un martire. Comunque, dall'VIII secolo l'orientazione a est si afferma in modo decisivo e, dopo il Mille, diventa norma costante per le chiese di tutto il mondo cristiano fino agli anni sessanta del Novecento.

### Le parti costitutive della basilica paleocristiana
La basilica paleocristiana era costituita da un insieme d'ambienti, ciascuno dei quali svolgeva una funzione liturgica o assistenziale. La classificazione della comunità in vari gradi e la necessità di assicurare a ogni categoria il proprio posto durante la celebrazione del servizio liturgico fecero sorgere davanti alla chiesa una serie di ambienti più o meno vasti. Qui si disponevano i catecumeni, cioè coloro che si preparavano al battesimo. A loro era infatti consentito poter seguire dall'esterno la celebrazione, ma non potevano entrare in chiesa.

#### Atrio o quadriportico
Uno di questi era l'atrio (atrium), in forma di "quadriportico", ossia con porticati sui quattro lati, che precedeva l'aula di culto ed era riservato ai gradi più bassi dei catecumeni: gli intercolumni erano chiusi in basso, almeno per alcuni tratti, da cancelli lignei, e riparati in alto da cortine o velaria. La parte centrale scoperta dell'atrio era talvolta occupata da un giardino (paradisus) con al centro una vasca per le abluzioni (kantharos) o con fontane su uno dei lati. In qualche caso, sul lato rivolto verso la strada, l'atrio era preceduto da un ingresso monumentale (spesso con la denominazione di protiro).

#### Nartece
Uno dei lati del quadriportico metteva in comunicazione l'atrio con la chiesa. Questo lato, solitamente quello orientale, sovente confinava non direttamente con la facciata, ma con un ambiente trasversale, detto nartece, che precedeva l'ingresso della basilica. Inizialmente destinato ad alcuni gradi dei catecumeni e ai penitenti, esso cambiava in base alla sua posizione.
Era detto esonartece o nartece esterno se si trovava all'esterno della facciata, endonartece o nartece interno se aderiva al prospetto interno e quindi se, incluso nel perimetro della chiesa, veniva a trovarsi nella parte iniziale della navata. Il nartece poteva essere inoltre "semplice", se era costituito da un solo vano trasversale; "doppio", se era formato da due vani trasversali (per esempio Santa Sofia a Costantinopoli); "a forcipe", quando i lati brevi erano curvilinei (per esempio San Vitale a Ravenna e Santa Costanza a Roma).

#### Il piedicroce e le navate
L'interno della chiesa era costituito da una grande sala rettangolare, in seguito sviluppato in una pianta a Croce latina, dove la parte che va dal fondo dell'edificio alla crociera col transetto viene chiamata piedicroce, in quanto è la parte inferiore della croce. Essa, come prima le sale rettangolari, viene suddivisa per mezzo di colonne o pilastri. Queste suddivisioni presero il nome di navate, dalla metafora che assimilava la chiesa alla nave di Cristo, dove a ciascun membro viene assegnato un posto ben preciso in base al ruolo da lui svolto. Il numero delle navate era sempre dispari ma non era fisso: una, tre, cinque, sette, nove. La maggior parte delle basiliche era a tre navate; erano poche quelle a cinque navate (San Pietro in Vaticano); ancora meno quelle a sette (Santa Monica a Cartagine) e a nove (Damus-el-Karita sempre a Cartagine).
Le colonne o i pilastri sorreggevano arcate a tutto sesto oppure una trabeazione continua e lineare, spesso riutilizzando elementi di reimpiego. Un esempio di trabeazione rettilinea splendidamente realizzata in laterizio rivestito di mosaici è nella chiesa di Santa Maria Maggiore a Roma. In Oriente e a Ravenna, sin dal V secolo al di sopra delle colonne, comincia ad apparire un elemento architettonico nuovo di forma tronco-piramidale: il pulvino. Collocato sopra il capitello, conferisce uno slancio ancor maggiore alle arcate e diverrà caratteristico dell'architettura bizantina. Soprattutto in Africa settentrionale e in Grecia, erano frequenti gli esempi di colonne binate, cioè raddoppiate.
Già dagli inizi del IV secolo, la larghezza delle navate si basava su un rapporto proporzionale 2:1, cioè la navata maggiore era normalmente larga il doppio delle navate laterali. Tale rapporto andò progressivamente alterandosi nel corso del V secolo, quando le navate laterali andarono sempre più restringendosi fino a raggiungere una larghezza inferiore alla metà di quella centrale. Inoltre, nelle chiese greche si trova frequentemente una divisione più marcata tra le navate laterali (o navatelle) e la navata centrale: le colonne poggiano su un muretto continuo che, con l'eccezione di alcuni passaggi, chiude ogni comunicazione fra gli intercolumni.

#### Matronei
Al di sopra delle navate laterali, alcune basiliche paleocristiane presentavano un piano sopraelevato, illuminato da finestre proprie, lunghe quanto le navate sottostanti e talora estese anche alla facciata interna ("tribune a U", come in San Demetrio a Salonicco). Queste gallerie furono chiamate anche "tribune" o matronei perché, secondo un'opinione diffusa, erano destinate ad accogliere le donne: appartenenti a comunità religiose e di clausura o alle famiglie nobiliari. I matronei si affacciavano sulla navata maggiore al di sopra di arcate sostenute da colonne o pilastri, ed erano chiuse fino a una certa altezza con parapetti marmorei. L'accesso alle gallerie era assicurato per mezzo di scale poste nel nartece, in una delle torri della facciata oppure in uno degli ambienti situati ai lati delle absidi.

#### Presbiterio
Era invece riservato al clero lo spazio del presbiterio, situato nella parte terminale della navata maggiore. Detto anche sacrarium e naòs, termine proprio della cella del tempio pagano, il presbiterio, per evidenti ragioni di visibilità, era spesso sopraelevato rispetto al livello pavimentale della chiesa per mezzo di alcuni gradini.
Il presbiterio era sempre isolato da cancelli, o dall'iconostasi che ne sottolineavano la sacralità. Gli organismi che lo componevano, fondamentali per le funzioni liturgiche, erano: l'altare, l'abside, la cattedra, i banchi per il clero, l'ambone e i cancelli.
L'area del presbiterio è altrimenti delimitata e enfatizzata dall'arco trionfale - da non confondersi con l'omonima opera architettonica a sé stante, di tipo celebrativo per gli imperatori romani - ovvero l'arco posto tra la navata e il transetto o il presbiterio, generalmente adorno di mosaici o affreschi, chiamato anche nei testi cristiani più antichi arcus o fornix maximus (l'arcus maior era invece quello dell'abside principale, talora coincidente).

#### Altare

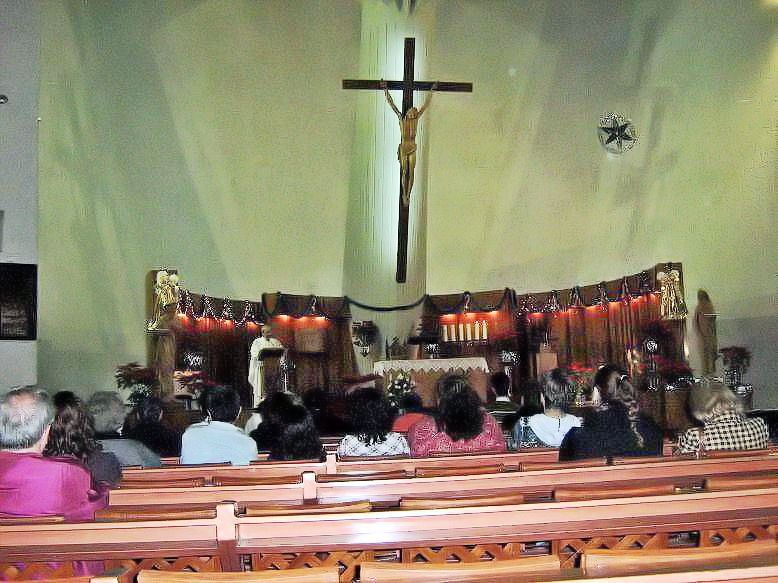
Altare di chiesa messicana

L'altare era ed è tuttora il luogo sacro per eccellenza, dove si compie il sacrificio. Ne conosciamo diversi tipi: "altare a mensa", costituito da una lastra marmorea sostenuta da quattro supporti o da uno centrale che richiamano la tavola dell'Ultima Cena; "a blocco", realizzato con un blocco di muratura su cui all'occorrenza si poneva sopra una tavola; "a sarcofago", simile nella forma a un'arca funeraria; "a cofano", simile a una cassetta destinata a contenere delle reliquie.
L'altare poteva essere di marmo, pietra, legno e muratura; poteva essere rivestito di metallo prezioso (oro, argento, bronzo); poteva essere fisso o mobile. Con la diffusione del culto dei martiri e la conseguente proliferazione di chiese erette sopra le tombe venerate, si fece sì che l'altare si trovasse esattamente in corrispondenza della sepoltura sottostante. Dal V secolo l'altare si trasformò esso stesso in sepolcro, per la presenza di reliquie di martiri, vere o per contatto (bende o altri oggetti che erano stati a contatto coi resti del santo), che erano spesso inserite dentro l'altare oppure sotto di esso, in una cavità rettangolare o cruciforme ricavata nel pavimento.
Spesso è caratterizzato dalla presenza del paliotto, un pannello decorativo che riveste la facciata anteriore.

#### Ciborio
Sopra l'altare s'innalzava spesso il ciborio, un baldacchino sostenuto da quattro colonne con una copertura a piramide o a cupola, alla quale si fissavano quattro veli, che venivano chiusi per nascondere l'altare al momento della consacrazione. I cristiani ereditarono l'idea di sacralità legata al ciborio dal simbolismo della copertura delle sepolture privilegiate o dei troni presente presso molto popoli antichi, e naturalmente dal tabernacolo ebraico. La maestosità di questo elemento fu portata alle sue estreme conseguenze nel Seicento da Gian Lorenzo Bernini, con la realizzazione del famoso ciborio, sorretto da quattro gigantesche colonne tortili in bronzo sulla tomba di San Pietro in Vaticano.

#### Cattedra esubsellia
La cattedra, sedile con schienale alto e braccioli, forma un insieme inscindibile con l'abside, attraverso la simbologia della cathedra Christi-cathedra Episcopi, nella basilica divenuta la sala del trono divino. Generalmente sopraelevata con qualche gradino, era prerogativa delle chiese episcopali, titolari e monastiche, ed era destinata al vescovo, al presbitero o al capo della comunità monastica. Originariamente in legno e perciò mobile, dopo la Pace della Chiesa, fu realizzata in marmo o in muratura, con le facce decorate con croci, monogrammi e scene dell'Antico e del Nuovo Testamento.
Ai lati della cattedra erano i banchi per i presbiteri, o subsellia. Si distinguevano in banchi di tipo circolare, se erano disposti lungo il perimetro dell'abside, e di tipo rettangolare, se erano collocati a nord e a sud dell'altare.

#### Ambone
L'ambone era una specie di tribuna sopraelevata sostenuta da colonne o da un basamento, con balaustra perimetrale, destinata alla lettura dei testi sacri. Esso generalmente aveva l'aspetto di una piattaforma a ferro di cavallo con l'ingresso fiancheggiato da cancelli; il tipo più monumentale era costruito in muratura, ed era munito di due rampe rivolte a est e una a ovest. Solitamente l'ambone era collocato sulla destra della navata maggiore, presso il presbiterio, ma non mancavano casi in cui si trovava in mezzo alla navata centrale. È probabile tuttavia che non tutte le chiese avessero l'ambone, come lascerebbe ipotizzare l'assenza di tracce archeologiche al riguardo in molte basiliche del Nordafrica e della Palestina.

#### Abside

Pianta generale di una cattedrale

L'abside era lo spazio della chiesa alle spalle del presbiterio. Nell'architettura romana absidi semicircolari coperte erano largamente impiegate in diversi tipi di costruzioni (basiliche forensi, ninfei, mausolei, ambienti termali ecc.). Si trattava di uno spazio a pianta semicircolare, coperto da una calotta emisferica in muratura o in blocchi chiamata conca o catino absidale, che ospitava la "cattedra" fiancheggiata dai subsellia.
La maggior parte delle basiliche presenta una sola abside in corrispondenza della navata maggiore, ma, in diversi casi, due absidi più piccole si aprono al termine delle navate laterali. L'abside poteva trovarsi alla stessa quota del presbiterio, oppure poteva essere sopraelevata mediante gradini ("abside gradata"). Essa poteva essere inoltre sporgente rispetto al muro perimetrale esterno (in questo caso appariva di forma "semicircolare" oppure, come a Ravenna, "poligonale"), o poteva essere chiusa all'interno di un muro rettilineo così da non apparire esternamente.
Particolarmente difficile risulta la soluzione del problema connesso alla presenza della controabside, ossia di un'abside sul lato opposto della chiesa presente in numerose basiliche dell'Africa settentrionale, della Tripolitania, della Spagna, della penisola balcanica, ecc. Sono state formulate diverse ipotesi per spiegarne la funzione: in linea di massima sembra che avesse una funzione funeraria e legata al culto dei martiri (martyrium), ospitando reliquie di santi e martiri e utilizzata come secondo centro di culto.
Col termine pastoforia s'indicano i due ambienti – talvolta provvisti di abside – che si aprivano al termine delle navate laterali, ai lati dell'abside principale. Nell'ambiente di sinistra, detto prothesis, si conservano le offerte dei fedeli, mentre nell'ambiente di destra, detto diaconicon, si custodivano i vasi e i paramenti sacri, come nelle odierne sacrestie.

#### Transetto
Talvolta, tra le navate e l'abside s'inseriva una navata trasversale, che veniva chiamata transetto per il fatto di trovarsi oltre i cancelli che delimitavano il presbiterio. Il transetto poteva avere la stessa larghezza dell'edificio oppure sporgere oltre il muro perimetrale.
Il Lemerle distingue due tipi di transetto: indipendente, quando le navate si arrestano al transetto; "a navate avvolgenti", quando le navate e i colonnati proseguono a destra e a sinistra del transetto fino a circondare il presbiterio (un esempio è costituito dalla chiesa di Santa Mena in Egitto). Il transetto indipendente poteva inoltre essere "continuo", cioè senza suddivisioni interne, oppure "tripartito", quando archi e colonne lo dividevano in tre ambienti distinti ma comunicanti.
Sulla funzione del transetto sono state formulate varie ipotesi. Secondo il Lemerle, non essendo sempre presente in tutte le chiese, rispondeva a esigenze specifiche. Il Sotiriou ritiene invece che fosse in relazione con l'offerta dei doni in vigore fino al VI-VII secolo. Il Krautheimer, infine, attribuisce una funzione diversa a ogni tipo di transetto. Egli sostiene, per esempio, che nel transetto tripartito la parte centrale servisse da martyrion e fosse riservata al clero, mentre le parti terminali fossero accessibili al clero e ai fedeli che recavano offerte.

#### Simbolismo
Il tempio terrestre è realizzato conformemente a un modello archetipo celeste. Tutti i santuari dell'Antico Testamento sono stati edificati seguendo precisamente le indicazioni di Dio: arca dell'Alleanza, Tenda-Tabernacolo, Tempio di Salomone. Tutti questi edifici sono stati realizzati seguendo in maniera scrupolosa le istruzioni divine (Esodo, 25-31). Anche la concezione cristiana del Tempio, pur nella sua originalità, si pone nella medesima prospettiva veterotestamentaria: anche l'edificio cristiano, infatti, è il riflesso terrestre di un archetipo celeste: la Gerusalemme celeste che ci viene presentata da san Giovanni nel capitolo 21 dell'Apocalisse. La Gerusalemme Celeste sintetizza l'idea cristiana di "comunità degli eletti" e di "corpo mistico" e l'idea ebraica del Tempio quale dimora dell'Altissimo e assicura la continuità da un Testamento all'altro nonché, di conseguenza, da un Tempio all'altro. La forma architettonica del tempio è "imago mundi" ("immagine del mondo"), imita la struttura dell'universo e incorpora una cosmologia (porta, cupola, la navata come "cammino del fedele" verso l'altare cioè verso Dio, ecc.). La forma architettonica racchiude e determina uno spazio sacro che diviene in questo modo denso di significato rispetto all'estensione illimitata dello spazio profano "privo di senso". Lo spazio delimitato è qualitativamente distinto dall'ambiente che lo circonda, esso è concepito come un'area ordinata e cosmica che si contrappone allo spazio disordinato e caotico, smisurato e non regolato.
Sia l'Oriente sia l'Occidente hanno individuato nella struttura a croce latina delle corrispondenze simboliche:
- lo spazio del presbiterio rappresenta la testa di Cristo,
- il transetto rappresenta le braccia;
- l'altare rappresenta il cuore,
- la navata rappresenta il corpo.

#### Altri elementi
Nelle Chiese cristiane solitamente è presente un tabernacolo ovvero un elemento dove risiedono le ostie consacrate. Le chiese sono dotate di una facciata anteriore con uno o più portali, centrali e laterali in corrispondenza delle navate. A volte come elemento decorativo compaiono sulla parte superiore della facciata uno o più rosoni, specie in chiese in stile romanico, oppure colonne. Altre volte sono presenti guglie specie in chiese in stile gotico o barocco. All'interno spesso sono presenti cappelle laterali, cripte e affreschi. Nelle grandi basiliche compaiono spesso colonnati antistanti la chiesa e cupole sopra il transetto. Nelle architetture moderne spesso compaiono vetrate decorate. In molte chiese compare all'esterno anche un campanile. Esternamente può essere presente un sagrato.

## Il battistero e la liturgia battesimale
Nelle fonti scritte il battistero viene denominato anche nynphaeum, per la sua affinità con gli edifici circolari adibiti a ninfei e a bagni, oppure tinctorium (dal nome tinctio dato al rito battesimale), o ancora lavacrum.

### La cerimonia
La lunga cerimonia dell'iniziazione cristiana, fino a quando non decadde in seguito alla consuetudine di battezzare i bambini appena nati, fu il rito più solenne e commovente della liturgia primitiva. A somiglianza della funzione eucaristica, esso variava da regione a regione, ma in sostanza comprendeva tre fasi distinte: l'esorcismo e la rinunzia a Satana, il battesimo vero e proprio, l'unzione o cresima.
I catecumeni, dopo essersi fisicamente mondati se il battistero era munito di bagni, si sottoponevano dapprima alla pratica dell'esorcismo per essere liberati da ogni maleficio diabolico, quindi pronunciavano la rinuncia a Satana rivolti a Occidente, sede del peccato e della morte, e la professione di fede rivolti a Oriente. Compiuti questi preliminari, si spogliavano in un ambiente apposito e, unti con olio consacrato, entravano nella vasca per la triplice immersione od effusione; poi, dopo il battesimo, ivi stesso o in altro ambiente, venivano unti sulla fronte e sugli organi dei sensi con olio (crisma) e con ciò stesso cresimati. Ammessi allora nella comunità dei fedeli, i neofiti indossavano il rituale camice bianco, simbolo dell'avvenuta rigenerazione, ricevevano la benedizione del vescovo e potevano finalmente passare nella chiesa per accostarsi all'eucaristia.
Il battezzante poteva essere il vescovo, il prete o il diacono; in origine la cerimonia si svolgeva una volta all'anno, la notte di Pasqua, con grande affluenza di fedeli; più tardi invece, e specialmente in Oriente, si battezzò alla vigilia di Natale, della Pentecoste e via via in occasione delle feste maggiori.

### Simbolismo
Ovviamente sia l'ordine liturgico sia gli elementi stessi dell'organismo architettonico rispondevano a una serie di significati simbolici, intesi a celebrare la redenzione dell'uomo dal peccato originale. Tertulliano spiega, ad esempio, con una serie di concetti la ragione della cerimonia nella notte di Pasqua. Essa avviene tra il giorno della morte e quella della Resurrezione di Gesù. La triplice immersione ricorda i tre giorni trascorsi dalla morte sul Golgota alla Resurrezione. Come i pesci, le nostre anime vengono prese nella rete della grazia del Signore.
Questo linguaggio simbolico non veniva espresso solo nei gesti della funzione, ma spesso era esplicitamente ricordato anche nelle iscrizioni che ornavano le pareti all'interno del battistero e soprattutto nella decorazione parietale e pavimentale, che forse più delle iscrizioni parlava direttamente al cuore dei catecumeni.

### L'edificio
Riguardo all'effettivo aspetto dei locali destinati alla liturgia battesimale, si ritiene che ci fossero almeno due ambienti: la sala con la piscina e una camera attigua, posta a occidente, nella quale il vescovo avrebbe amministrato il crisma, il consignatorium. È quanto s'osserva, per esempio, nella basilica di San Paolo a Coo, dove una prova decisiva verrebbe fornita dalla presenza dell'abside, che lascia supporre l'esistenza della cattedra e quindi del vescovo per il rito della Cresima.
Un altro indizio significativo sarebbe il banco addossato alla parete di uno dei locali dipendenti, destinato probabilmente ad accogliere i catecumeni per l'istruzione prebattesimale, il cosiddetto "catecumeneo". Le sole indicazioni utili dalle fonti letterarie si trovano nelle Catechesi di San Cirillo, ove si distingue chiaramente il vestibolo del battistero vero e proprio, il quale è chiamato sancta sanctorum o sacrarium per Sant'Ambrogio.
Il battistero più antico finora noto è quello rinvenuto all'interno della domus ecclesia di Dura Europos, rimasta in uso dal 232 al 258. Qui, il battistero è costituito da una sala al pianterreno, con una vasca poco profonda addossata alle pareti, affrescate con scene dell'Antico e del Nuovo Testamento. La presenza esclusiva della decorazione pittorica solo in quest'ambiente, nonché la sua ubicazione appartata rispetto al resto, indicano che proprio il battistero era il centro del complesso cultuale, la parte più nobile della casa, cui potevano accedere solo gli iniziati, dopo un'accurata preparazione.
A partire dal IV secolo, la posizione del battistero rispetto alla chiesa varia da regione a regione; per esempio, in Occidente è indipendente dalla chiesa, secondo il modello del battistero di San Giovanni in Laterano. Sempre dopo l'Editto di Milano, troviamo solitamente l'edificio battesimale a pianta centrale.
In tutte le regioni del Mediterraneo orientale e occidentale gli scavi archeologici hanno riportato alla luce una ricchissima esemplificazione di battisteri databili fra il IV e il VI secolo a pianta circolare, quadrata, ottagonale, poligonale (talvolta con l'aggiunta di nicchie sul muro perimetrale), a schema stellare o cruciforme.
I battisteri conservano generalmente l'orientamento a est, e non presentavano all'interno un arredo particolarmente ricco. La vasca battesimale è disposta di preferenza al centro dell'ambiente nel mondo occidentale, mentre in Oriente si trovava all'interno dell'abside. La vasca poteva essere scoperta o sormontata da un baldacchino.

## Le grandi basiliche costantiniane
Dopo la battaglia del 312 nella quale sconfisse Massenzio, Costantino decise di costruire una cattedrale per la comunità cristiana di Roma, presumibilmente come ringraziamento a Cristo che gli aveva concesso la vittoria, secondo quanto lascerebbe intendere Eusebio di Cesarea.

### San Giovanni in Laterano
Come sito per il nuovo edificio, l'imperatore scelse una ricca zona residenziale nella parte del Celio appena all'interno delle mura aureliane, all'angolo sud-orientale della città e immersa nel verde. La maggior parte delle sontuose dimore signorili che vi sorgevano erano ormai da tempo di proprietà imperiale, essendo state confiscate da Nerone alla famiglia dei Laterani (da qui il nome della zona). Fra queste dimore, un vasto quadrato era occupato da una caserma degli Equites singulares, le guardie a cavallo imperiali. Costoro nella guerra appena conclusa si erano schierati dalla parte di Massenzio: così il corpo militare venne sciolto, la caserma fu confiscata e rasa al suolo, il sito fu sgomberato e interrato, e presto vi sorse la basilica di San Giovanni in Laterano, la cui costruzione dovette durare all'incirca dal 313 al 318 d.C.
I rifacimenti successivi non distrussero affatto la fabbrica costantiniana, larghe porzioni della quale sopravvivono sotto l'attuale livello del pavimento o sono state incorporate nell'attuale edificio, parti che sono state riportate alla luce in successive campagne di scavi negli ultimi cinquant'anni.
La chiesa comprendeva un vestibolo (endonartece) ed era articolata in cinque navate, con transetto e abside sul muro di fondo. L'esistenza del transetto per la fase più antica è stata contestata da alcuni studiosi, ma gli scavi più recenti hanno dimostrato che esso esisteva sin dalle origini, anche se in una forma leggermente diversa da quello attualmente visibile.
I rinvenimenti relativi sia alle strutture originarie sia a frammenti della decorazione interna (marmi e mosaici), nonché un affresco nella chiesa di San Martino ai Monti che riproduce l'interno della basilica lateranense, documentano lo splendore e il fasto dell'edificio destinato a essere – allora come oggi – la cattedrale di Roma, ossia la sede del suo vescovo quindi del Pontefice, e il luogo deputato all'amministrazione dei sacramenti dell'iniziazione cristiana (il battesimo e la cresima, che nella liturgia cristiana venivano conferiti insieme).
Dietro la chiesa venne eretto un battistero ottagonale, e nelle vicinanze si trovava la residenza del vescovo e della sua corte.
La basilica lateranense veniva così a spezzare la tradizione edilizia che sino a quel momento era servita (e che ancora continuò a servire) per il culto cristiano in tutto l'impero, quella delle domus ecclesiae.
La cattedrale del Laterano era di specie diversa: progettata unicamente per il culto, era assai vasta, potendo contare tremila o più fedeli, mentre lo splendore e la stessa tipologia edilizia proclamavano la sua condizione pubblica più che privata. Tuttavia Costantino, se da un lato rompeva con la passata tradizione edilizia cristiana, dall'altro restava profondamente ancorato alla tradizione architettonica e costruttiva romana, che aveva creato il tipo della basilica.
La tipologia attuata in San Giovanni in Laterano fu ripetuta nelle altre quattro grandi basiliche direttamente legate al nome di Costantino: la chiesa di San Pietro in Vaticano a Roma, quella del Santo Sepolcro a Gerusalemme, e quella della Natività a Betlemme.

### Basilica di San Pietro in Vaticano

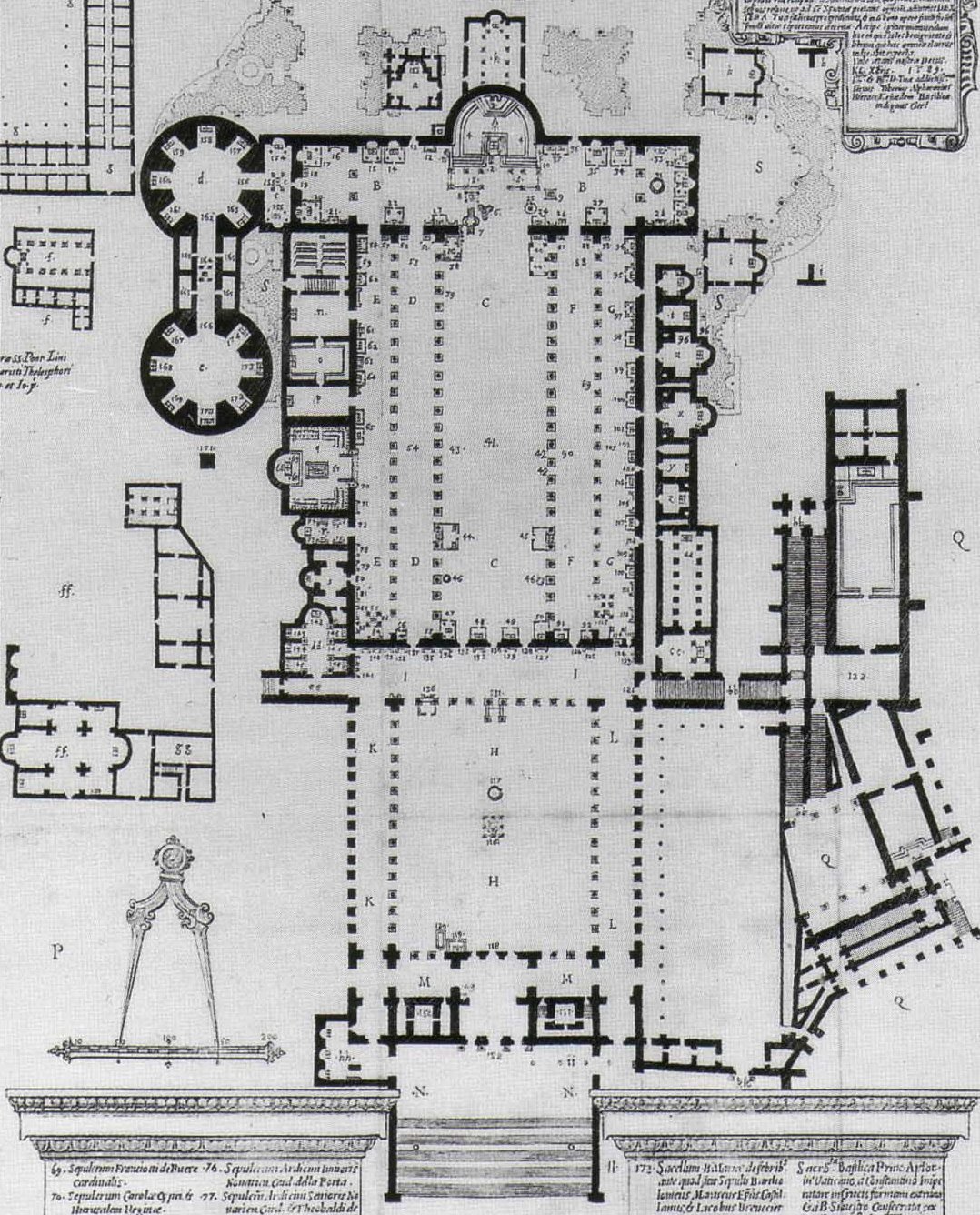
Pianta dell'antica basilica di San Pietro in una stampa di Tiberio Alfarano, XVI secolo

Non si sa tuttora con certezza quando Costantino abbia deciso di costruire intorno alla tomba di San Pietro una gigantesca basilica, capace di contenere migliaia di fedeli ma, con tutta probabilità, la decisione fu presa prima del 324, come lascerebbero supporre diversi indizi nelle fonti storiche. Per la costruzione dell'edificio venne interrata la necropoli d'età imperiale, lasciando intatta solo la sommità del monumento dell'apostolo, e s'innalzò la grande basilica, orientata a ovest per ragioni legate alla morfologia del sito.
Ultimata nel 329, le spese e le fatiche affrontate per superare gli ostacoli offerti dal terreno provano che essa fu progettata sin dall'inizio per accogliere la tomba di Pietro, già da lungo tempo oggetto di venerazione, rendendola accessibile alle folle e assicurando uno spazio adeguato per le funzioni. Si tratta, dunque, di un edificio cultuale con funzione martiriale (martyrion), il cui scopo era cioè quello di conservare il ricordo del passaggio terreno – in questo caso la sepoltura – di un santo.
L'edificio serviva al tempo stesso da cimitero coperto e da sala per i banchetti funebri. I pavimenti, messi in luce dagli scavi risultarono coperti di tombe, alcune delle quali contenevano sarcofagi del IV secolo.
Questa doppia funzione, di martyrion e di sala funeraria, spiega le dimensioni dell'edificio, che poteva contenere un numero di fedeli maggiore d'un quarto rispetto alla basilica lateranense, che doveva ospitare solo la comunità di Roma.
Eccezionale è anche la pianta. In San Pietro, a differenza che in qualunque altra chiesa dell'epoca costantiniana, le navate non si concludevano nella zona presbiteriale, ma erano tagliate da un transetto continuo, con divisioni interne solo alle estremità laterali di quest'ultimo. In asse con la navata centrale, sul transetto s'apriva un'immensa abside che rappresentava una zona autonoma della basilica, con funzioni proprie.
Il transetto custodiva la tomba dell'apostolo, che costituiva il centro dell'intero edificio. Elevandosi sopra la corda dell'abside, il monumento era isolato da una cancellata di bronzo e sovrastato da un baldacchino sostenuto da quattro colonne tortili percorse da tralci di vite. Il vasto spazio del transetto permetteva così di accogliere le folle che accorrevano a venerare il santuario. Solo durante la celebrazione, sembra, il transetto veniva lasciato al clero come se si trattasse di una zona presbiteriale. L'altare doveva trovarsi all'interno della cancellata, in asse con la tomba, ma il Krautheimer è propenso a credere che fosse mobile o che sorgesse all'incrocio fra il transetto e la navata centrale.
Come per San Giovanni in Laterano, anche per la basilica in Vaticano le descrizioni delle fonti e le arti figurative rinascimentali (disegni e incisioni) ci hanno lasciato il ricordo dello splendore dell'interno, dove i materiali preziosi e i marmi colorati guidavano il visitatore in un crescendo di monumentalità, dall'atrio fino alla meta del suo pellegrinaggio.

### Basilica della Natività a Betlemme
L'imperatrice Elena, madre di Costantino, aveva visitato la Terra santa fra il 325 e il 326, e presumibilmente dietro sua richiesta l'imperatore assegnò fondi per la costruzione di chiese in Palestina negli ultimi dodici anni del suo regno. A differenza della basilica vaticana si trattava non di martyria legati al culto dei martiri, ma a luoghi in cui la divinità si era rivelata, ossia di santuari "teofanici".
Sulla grotta della Natività a Betlemme "una basilica costruita per ordine di Costantino" fu vista da un pellegrino nell'anno 333. Un vasto cortile immetteva in un atrio terminante di fronte alla chiesa con colonne di un gradino più alte, una sorta di propilei. La basilica era a cinque navate, e sul suo lato orientale sorgeva una costruzione ottagonale, sopraelevata di tre gradini. Al centro dell'ottagono, altri tre gradini portavano ad una balaustra che circondava un'ampia apertura circolare: qui, attraverso un foro aperto nella volta in pietra della grotta, i visitatori potevano guardare dentro la caverna dove, secondo la tradizione, era avvenuta la nascita di Cristo.
La pianta dell'edificio permette d'individuare la diversa funzione delle sue parti principali. L'immenso cortile antistante doveva servire come luogo di sosta per i pellegrini, e piccolo mercato per le loro necessità. Anche l'atrio era abbastanza ampio ma, di contro, le navate erano piuttosto piccole (appena un quarto rispetto a quelle della basilica lateranense). Bisogna considerare che per tutto il IV secolo la comunità cristiana della Palestina fu molto piccola, e anche i pellegrini non erano molto numerosi. Nello spazio relativamente piccolo delle navate di Betlemme, quindi, sia la comunità cristiana sia i pellegrini potevano trovare agevolmente posto, mentre l'altare doveva trovarsi nella navata centrale, a qualche distanza dai gradini che conducevano all'ottagono, cioè al martyrium vero e proprio. Quindi, come in San Pietro a Roma, martyrium e basilica erano legati l'uno all'altra, pur rimanendo distinti sia nella pianta sia nella funzione.

### Basilica del Santo Sepolcro a Gerusalemme
All'imperatrice Elena, durante la sua visita nel 325, fu mostrato un sepolcro scavato nella roccia nel cuore della Gerusalemme romana, che veniva identificato col Santo Sepolcro. Costantino, in una lettera inviata al vescovo di Gerusalemme, ordinò la costruzione di una basilica che fosse "la più bella di ogni altra sulla terra". La chiesa fu consacrata nel 336. Dell'edificio costantiniano sul Golgota ci rimangono, però, scarsi frammenti. I costruttori isolarono il Sepolcro dalla roccia circostante, circondandolo con un baldacchino sostenuto da dodici colonne, che prese il nome di "Rotonda dell'Anàstasis".
Sappiamo da Eusebio di Cesarea che tutto il complesso comprendeva dei propilei, un atrio e la basilica a cinque navate. Fra la basilica e la Rotonda si trovava una corte porticata, che collegava la Rotonda col monte Calvario, il quale si trovava una trentina di metri a sud-est rispetto al Sepolcro. Le varie zone conducevano a quello che era il cuore di tutto il complesso: il Sepolcro di Cristo.
Anche in questo caso, le funzioni erano suddivise fra le varie parti. La messa, tranne che nella settimana della Passione, era celebrata nella basilica, ma le prediche e il canto degli inni avvenivano nella grande corte, e le processioni partivano dalla basilica per raggiungere la roccia del Calvario e il Santo Sepolcro, secondo il curioso cerimoniale itinerante del IV secolo di cui ci ha lasciato la descrizione la pellegrina Eteria, venuta dall'Aquitania per visitare i luoghi santi.

### Aspetti comuni
San Pietro a Roma, la chiesa della Natività a Betlemme e il Santo Sepolcro di Gerusalemme sono tutte soluzioni parallele di un comune problema: creare un organismo architettonico in grado di contenere la comunità e i pellegrini per la celebrazione del culto e, al tempo stesso, di coprire in modo monumentale un martyrion.
In San Pietro la zona venerata è la stessa tomba dell'apostolo, e tutto ciò che serve alle esigenze del culto è uno spazio adeguato per la circolazione dei pellegrini (il transetto).

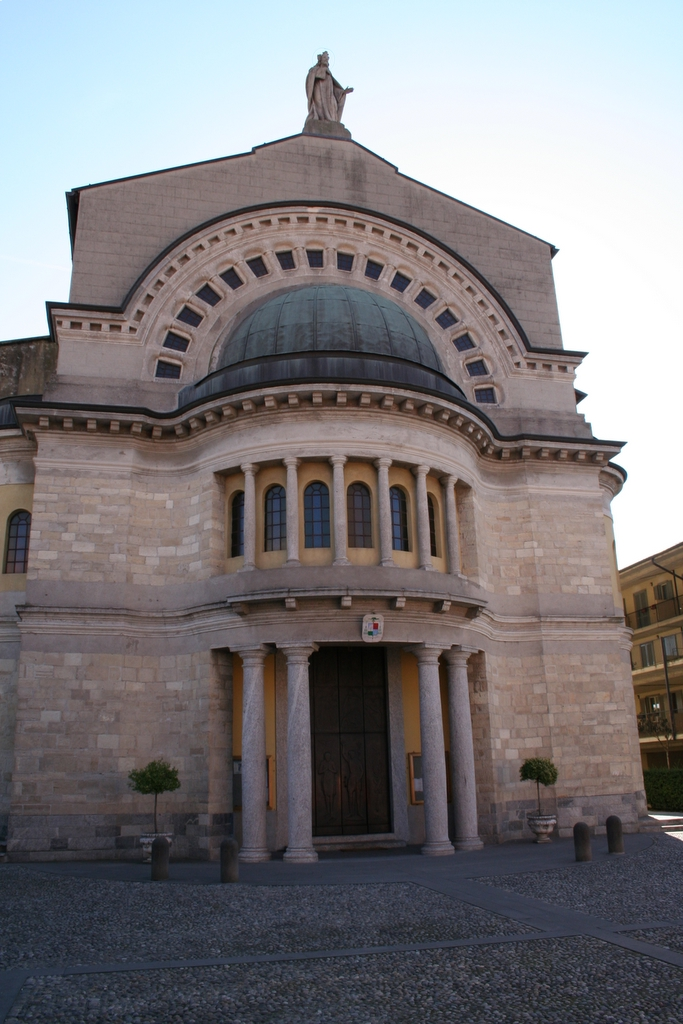
Chiesa di Albegno di Treviolo (BG)

I santuari costantiniani in Terra Santa non contenevano invece tombe, sorgevano dentro le mura ed erano, al tempo stesso, chiese cattedrali per le comunità locali. Pertanto qui si verifica l'abbinamento di una grande basilica (a cinque navate, come la cattedrale di Roma) e di un edificio a pianta centrale, il cui significato simbolico era ancora strettamente legato al ricordo dei mausolei imperiali. Il mausoleo di Diocleziano a Spalato, di forma ottagonale, i mausolei di Costantina e di Elena a Roma, (solo alcuni degli esempi più noti) discendevano a loro volta dal tipo dell'heroòn ellenistico. Perciò ai contemporanei di Costantino dovette sembrare del tutto naturale associare il linguaggio glorificante del mausoleo/heroòn a quei luoghi che erano stati consacrati dal passaggio di Cristo (Uomo, Dio e Re).
Le grandi fondazioni costantiniane a Roma e in Terra Santa contribuiscono dunque a esemplificare le modalità con cui l'architettura e dell'arte del primo cristianesimo si sviluppano dal ceppo della tradizione ellenistico-romana adottandone iconografie e stilemi, ma introducendovi al tempo stesso nuovi significati simbolici che ne trasformano profondamente il contenuto.

## Sconsacrazione
La sconsacrazione consiste nella pubblica lettura di un decreto del Vescovo diocesano che riduce il luogo di culto a un uso profano non indecoroso, vietando le celebrazioni liturgiche all'interno dello stesso.
Il Codice di diritto canonico del 1983 prevede la possibilità di destinare una chiesa a uso profano "non indecoroso". 
La decisione spetta al vescovo diocesano, sentito il consiglio presbiterale diocesano, e può essere assunta soltanto per gravi motivi (can. 1222 § 2). Il decreto è episcopale di riduzione a uso profano e non necessariamente deve indicare anche la destinazione d'uso finale della chiesa.
Sia il decreto di riduzione a uso profano che l'eventuale destinazione d'uso finale possono essere impugnati separatamente dai fedeli.
La destinazione a uso profano non indecoroso tutela il sentimento religioso dei fedeli e implica che la destinazione finale non sia contraria alla moralità pubblica. L'uso compatibile di una ex chiesa può essere quello culturale, come per esempio sede per biblioteche, archivi, musei e attività artistiche:
Il vincolo sulla destinazione finale dell'uso profano deriva dal fatto che la chiesa ha ospitato la presenza reale eucaristica di Cristo nel tabernacolo.
Dei vincoli possono permanere anche dal punto di vista delle leggi civili e penali dello Stato in quanto le chiese sconsacrate possono essere soggette a tutele legali per preservarne il patrimonio culturale.
Talora, le chiese ospitano eventi culturali e sociali senza essere state sconsacrate. La loro sacralità non è compromessa finché le attività svolte al loro interno sono rispettose del carattere religioso del luogo, anche se il Santissimo Sacramento non è presente in modo permanente al loro interno. La loro consacrazione rimane intatta, e basta la presenza del Santissimo perché tornino a essere pienamente utilizzate per le celebrazioni liturgiche.